# Красні Поляни
Кра́сні Поля́ни (рос. Красные Поляны, ерз. Красные Поляны) — село у складі Ардатовського району Мордовії, Росія. Входить до складу Октябрського сільського поселення.

## Населення
Населення — 54 особи (2010; 94 у 2002).
Національний склад (станом на 2002 рік):
- росіяни — 86 %